# David M. Kreps
 (août 2016).
David M. Kreps, né le 18 octobre 1950 à New York (États-Unis), est un économiste et un théoricien du jeu américain.

## Biographie
David M. Kreps est professeur à la Stanford Graduate School of Business, à l'université Stanford. Il est connu pour son analyse des modèles de choix dynamiques et de non-coopération dans la théorie des jeux, particulièrement dans l'idée de l'équilibre séquentiel, une notion qu'il a créée avec son collègue américain Robert B. Wilson.
Il est récipiendaire de la médaille John-Bates-Clark en 1989. Il est professeur émérite de l'université Paris-Dauphine depuis 2001.
Il a écrit de nombreux ouvrages, notamment Microeconomics for Managers et A Course in Microeconomic Theory.